# اوتا بنگا

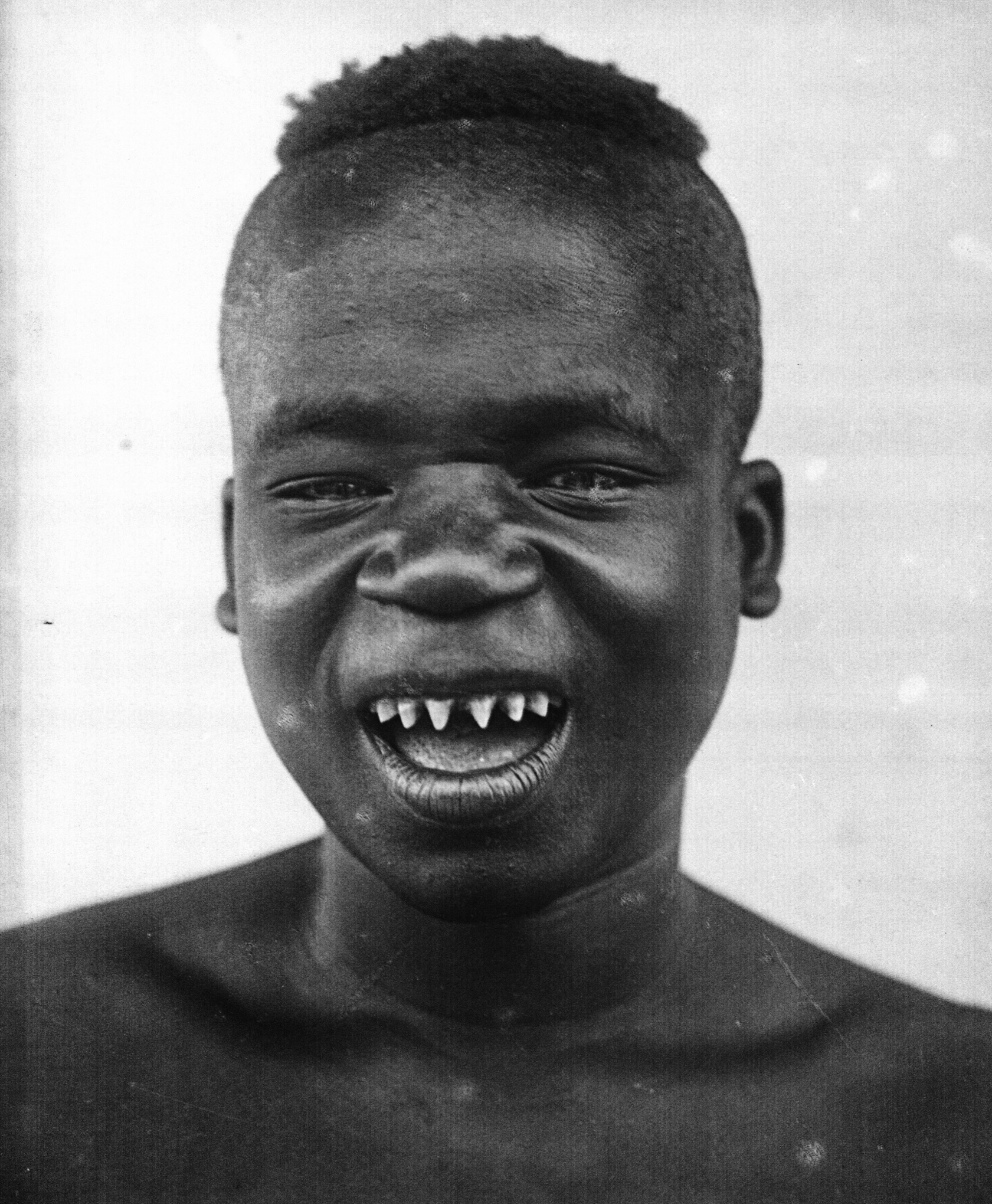
نگاره‌ای از اوتا بنگا به تاریخ ۹ سپتامبر ۱۹۰۶ میلادی. دندان‌های اوتا بنگا طبق رسم و رسوم قبیله‌اش نوک‌تیز تراشیده شده‌بود.

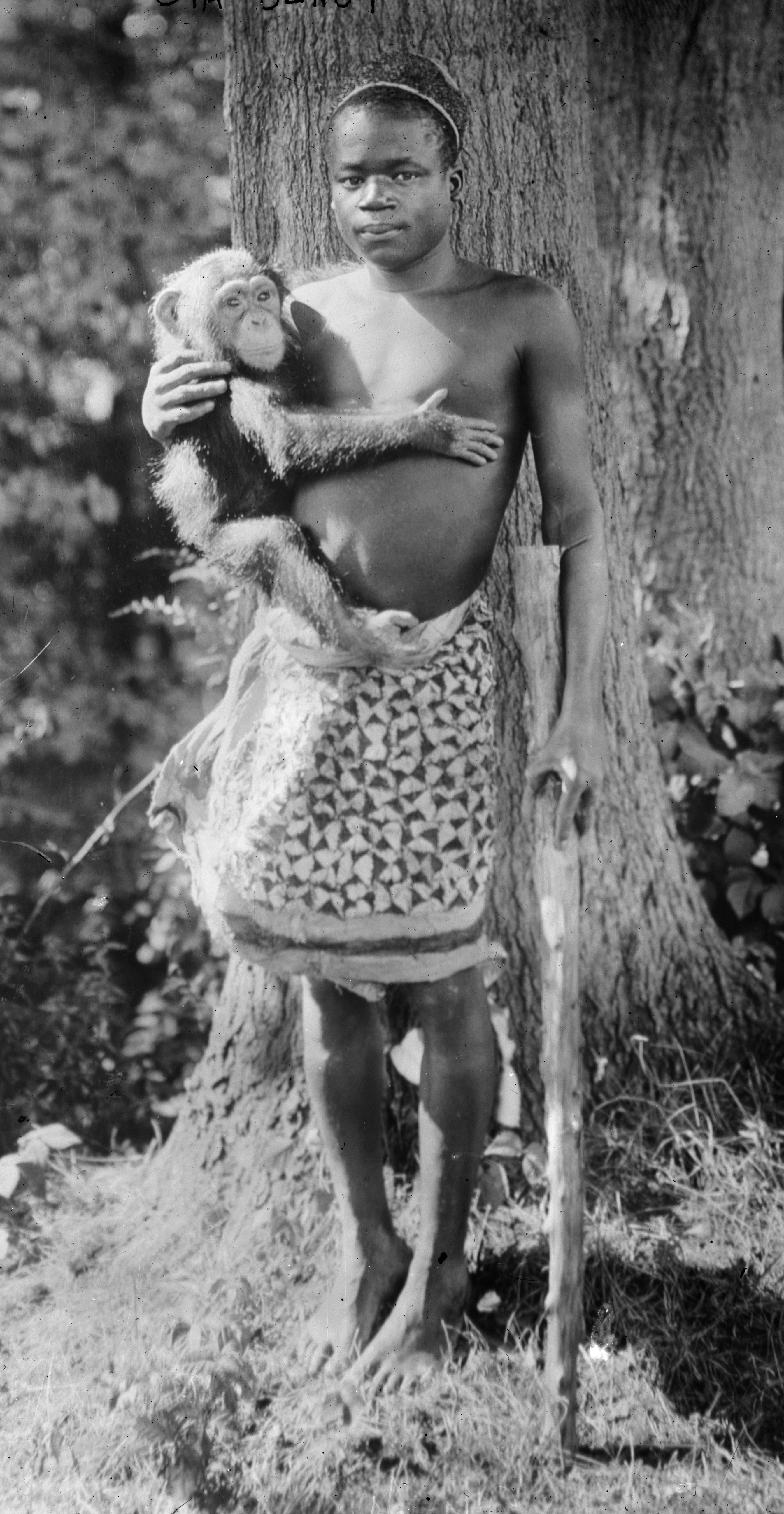
اوتا بنگا در باغ‌وحش برانکس به‌سال ۱۹۰۶ میلادی.

اوتا بِنگا (به انگلیسی: Ota Benga) انسان کوتاه‌قامتی اهل کنگو بود که در ماه مارس سال ۱۹۰۴ توسط یک تاجر آمریکایی به نام ساموئل فیلیپس ورنر از بازرگانان برده در کنگو خریداری گردید و توسط ورنر به نیویورک آورده شد. او پس از به نمایش گذاشته شدن در نمایشگاه خرید لوئیزیانا به‌عنوان یک «میمون تکامل‌یافته» و آدمخوار آفریقایی، در میان مردم و بازدید کنندگان به محبوبیت رسید. سپس به موزه تاریخ طبیعی آمریکا برده شد. پس از چندی ساموئل ورنر، اوتا بِنگا را به باغ‌وحش برانکس فروخت. در این مکان اوتا را شلاق می‌زدند و او را وادار به راه‌رفتن به‌شکل چهاردست و پا و زندگی در قفس میمون‌ها کرده بودند.
بِنگا شخصیتی دوست داشتنی داشت و بازدیدکنندگان مشتاق دیدن دندانهای او بودند که به دلیل رسم و رسوم آیینی، در اوایل جوانی به شکل نوک‌تیز تراشیده شده بودند. در یکی از گزارش‌های روزنامه، بِنگا را به عنوان «تنها آدمخوار اصلی آفریقایی در آمریکا» تبلیغ نمودند.
نهایتاً با اعتراضات جامعه مدنی آمریکا اوتا آزاد شد. اما زندگی در آمریکا، برای او بیش از حد تحملش بود. او پس از ناکامی در بازگشت به آفریقا به دلیل وقوع جنگ جهانی اول در سال ۱۹۱۴ و توقف سفرهای دریایی دچار افسردگی شد در ۲۰ مارس سال ۱۹۱۶ میلادی، با شلیک گلوله خودکشی کرد.
اوتا بنگا به همراه قبیله‌اش در جنگل‌های استوایی نزدیک رود کاسای که آن زمان در محدوده ایالت آزاد کنگو بود زندگی می‌کرد. قبلیه اوتا توسط نیروی عمومی داوطلب که توسط لئوپولد دوم (بلژیک) و به منظور نیرویی شبه‌نظامی برای کنترل بومیان تاسیس‌شده بود مورد حمله قرار گرفتند. بیشتر این افراد برای استخراج ذخایر عظیم لاستیک طبیعی در کنگو به استثمار گرفته شدند. همسر و دو فرزند بنگا به قتل رسیدند. در هنگام حمله نیروی عمومی داوطلب، وی زنده ماند چرا که در یک سفر برای شکار به سر می‌برد هر چند، پس از مدتی توسط بازرگان برده به اسارت گرفته شد.
ساموئل فیلیپس ورنر، اُوتا بِنگا را به ازای یک پوند نمک (تقریباً نیم کیلو) و یک پارچه از تاجران برده خریداری کرد. البته بعداً ورنر ادعا کرد که بِنگا را از دست آدمخواران نجات داده‌است.